# 1959年热带风暴阿琳
热带风暴阿琳（英語：Tropical Storm Arlene）是1959年大西洋飓风季正式开始前不久形成的一个热带气旋，风暴持续时间很短，于这年5月30日从路易斯安那州中部海岸登陆，造成一人丧生，另有轻度破坏。天气系统源自5月23日多米尼加共和国附近的东风波，发展速度缓慢，直到5月28日才拥有足够对流，成为热带风暴阿琳。气旋缓慢增强，于5月30日达到持续风速每小时95公里的最高强度，接下来就因靠近陆地而快速减弱，于当晚以风力时速75公里强度登陆。次日清晨，阿琳的强度已降至现代热带气旋等级中的热带低气压标准。5月31日下午，气旋退化成残留低气压区，最终于6月2日在南卡罗莱纳州上空完全消散。
阿琳进入美国东南部上空后降下暴雨，局部降雨总量超过300毫米。密西西比州的梅里尔前后三天共测得344毫米雨量，是风暴产生降水最多的所在。暴雨在路易斯安那州引发轻度洪灾，造成的财物损失总额约为50万美元（1959年美元）。气旋还间接导致德克萨斯州近海一名男子因遭遇大浪丧生。

## 气象历史
热带风暴阿琳源于5月23日位于多米尼加共和国附近的东风波，在朝西面经过加勒比海的同时缓慢发展，于5月25日成为低气压区。截至5月27日，低气压区已进入墨西哥湾，次日有船只遭遇降雨，还在低气压区内部发现闭合下层环流。据气象机构估算，次日早上低气压区已在路易斯安那州新奥尔良东南偏南方向约480公里海域增强成热带风暴阿琳，估计风速已达到每小时65公里，此时1959年大西洋飓风季尚未正式开始。气旋获命名前是以每小时16到24公里的速度朝西北方向移动。风暴朝向在27日当天继续保持，前进速度还提高到每小时19至24公里。5月29日，阿琳转向西进，移动速度逐渐放缓，并在当天夜间基本停止前进。
风暴向北飘移，估计在抵达路易斯安那州拉法叶以南约240公里洋面时达到风力时速85公里的最高强度。但经过飓风季后的重新分析，气象部门认定阿琳是在登陆前不久达到持续风速每小时95公里的最高强度。气旋逼近海岸，然后开始因陆地的影响而减弱。协调世界时21点，风暴从拉法叶东南方向约65公里处登陆，登陆时的风速在气象机构当时的记载中为每小时85公里，但经季后重新分析调整为每小时75公里。阿琳至此成为路易斯安那历史上登陆日期最早的热带气旋。进入陆地上空后，风暴迅速减弱成热带低气压，再于5月31日下午进一步消退成残留低气压区。气旋残留继续在美国南部徘徊，直至6月2日在南卡罗莱纳州上空完全消散。虽然原本的低气压天气系统已经消亡，但更北面的弗吉尼亚州上空又形成新的气旋中心，新系统快速朝东北方向移动，其中不具备热带天气系统特征，掠过新英格兰南部海岸后又进入新斯科舍上空，最终于6月3日失去踪影。

## 防灾措施和影响

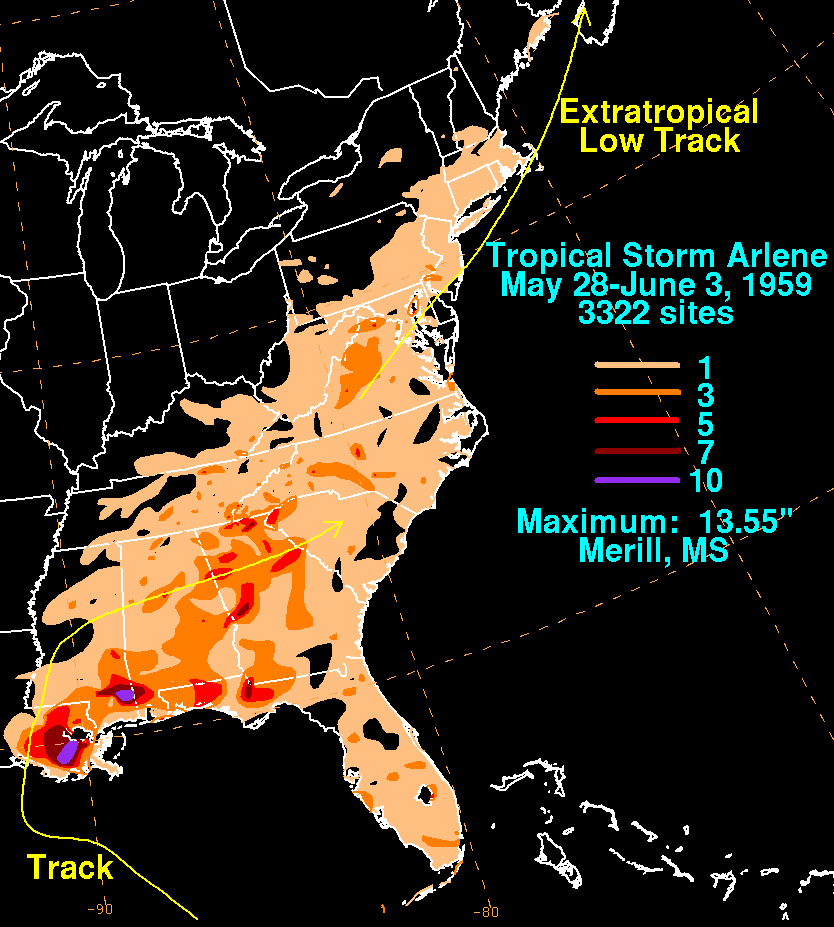
热带风暴阿琳的降水分布

热带气旋形成前，佛罗里达州南部的东西两侧沿海地区就因低气压区形成而收到大风警告和小型船只公告。低气压区于次日升级成热带风暴阿琳，小型船只公告的生效范围大幅扩张，从德克萨斯州阿瑟港的萨宾帕斯（Sabine Pass）一直延伸到佛罗里达州圣马克，同时路易斯安那州的摩根城到密西西比州帕斯卡古拉收到烈风警告。烈风警告中估计气旋会产生0.6至1.2米高的风暴潮。截至5月29日，路易斯安那州所有港口的船只都已收到通知，建议不要离港出海。许多居民对两年前的飓风奥黛丽记忆犹新，所以在得知阿琳来袭后便从沿海地区撤离。该州阿桑普申堂区的皮埃尔（Pierre）有50户家庭疏散到地势更高的地点，另据政府官员称，弗米利恩堂区也有25户生活在低洼地区的人家撤离。阿琳登陆前不久，佛罗里达州彭萨科拉以南地区的小型船只公告停止生效，新的预警范围从彭萨科拉延伸到德克萨斯州加尔维斯敦。烈风警告生效范围也向西调整，从加尔维斯敦延伸到路易斯安那州的格兰德艾尔。
风暴登陆时产生每小时90公里的大风，阵风时速达到120公里。陆地上测得的最低气压为999.7毫巴（百帕，29.52英寸汞柱，经四舍五入后定为1000毫巴（百帕，29.53英寸汞柱），风暴最低气压数据便由此而来。路易斯安那州的威克斯岛（Weeks Island）和欧费尔角（Point Au Fer, Louisiana）测得0.9米高的风暴潮。路易斯安那州东南沿海地区普降暴雨，莫圣特国际机场在24小时里就降下277毫米雨量。机场的控制塔水深约有0.61米，迫使交通管制人员迁到正在建设的新塔。全州以霍玛降水最多，达334毫米。部分沿海城镇因狂风导致树木倒塌，输电线缆中断，引发局部地区停电。
风暴期间，新奥尔良的多条主干道因洪灾封闭，至少有100户民居被风暴淹没。巴吞鲁日有数十人在家园被淹后搭乘救护车和旅行车前往更加安全的地点。附近的密西西比州降雨范围基本局限在东南部多个县内，但降雨量依然很高，最高达到344毫米。气旋消散后，残留低气压区还在继续产生降水，影响范围延伸到乔治亚州境内，导致部分河流泛滥和农作物受损，但总体破坏程度很轻。整场风暴一共造成价值50万美元（1959年美元）的损失，加尔维斯敦近海有一名男子因遭遇大浪溺毙，属阿琳间接导致的人员丧生事故。低气压区在美国东南部上空消散后，阿琳的温带残留还在中大西洋地区和新英格兰产生中等程度降水。